# アレクサンドロス・アレクシウ
アレクサンドロス・"アレクシス"・アレクシウ（Alexandros "Alexis" Alexiou、1963年9月8日 - ）は、ギリシャの元サッカー選手、現サッカー指導者。元ギリシャ代表。選手時代のポジションはDF。

## 来歴

### クラブ
1983年にアポロン・カラマリアスFCで選手となり、1986年にオリンピアコスFCに移籍した。1990年にPAOKテッサロニキに移籍した。

### 代表
1989年から1995年にかけて10試合に出場した。1994 FIFAワールドカップのメンバーにも選出され、ナイジェリア代表戦に出場したが、2-0で敗れた。

### 監督
2008年から2009年にかけてギリシャU-19代表の監督を務めた。2012年にはオディッセアス・コルデリオFCの監督を務め、再びU-19代表の監督となった。2013年に古巣のアポロン・カラマリアスの監督に就任した。

## 代表歴

### 出場大会
- ギリシャ代表
  - 1994 FIFAワールドカップ

### 試合数
- 国際Aマッチ 10試合 0得点（1989年-1995年）[2]

| ギリシャ代表 | 国際Aマッチ | 国際Aマッチ |
| 年           | 出場        | 得点        |
| ------------ | ----------- | ----------- |
| 1989         | 3           | 0           |
| 1990         | 0           | 0           |
| 1991         | 0           | 0           |
| 1992         | 1           | 0           |
| 1993         | 1           | 0           |
| 1994         | 4           | 0           |
| 1995         | 1           | 0           |
| 通算         | 10          | 0           |